# Jamyang Norbu
Pour les articles homonymes, voir Norbu.
Jamyang Norbu  (tibétain : འཇམ་དབྱངས་ནོར་བུ, Wylie : ′jam-dbyangs nor-bu, THL : Jamyang Norbu) ou Djamiang Norbou, né en 1949 à Darjeeling, est un ethnomusicologue, écrivain de langues anglaise et tibétaine, militant tibétain en exil influent, qui vit aux États-Unis, dans le Tennessee.

## Biographie
Il est le fils de Lhawang Tenduk Pulger, l’un des fondateurs du journal Tibetan Freedom Press, et de Lodey Lhawang.
Il reçut une formation scolaire à Darjeeling en Inde au Collège de Saint-Joseph tenu par des jésuites. 
Il rejoignit brièvement entre juillet 1971 et 1972, grâce à Lhamo Tsering, les rangs de la résistance tibétaine (Chushi Gangdruk), soutenue par la CIA, dans le Mustang, une région du Népal limitrophe du Tibet d'où la guérilla organisait des embuscades contre les troupes chinoises,,.
Entre 1979 et 1984, il dirigea l'Institut tibétain des arts du spectacle à Dharamsala où il réalisa un travail d'ethnomusicologue. 
En 1992, il fonda et dirigea le Centre tibétain d'études approfondies (Institut Amnye Machen),.
Faisant partie des Tibétains en exil qui veulent l'indépendance totale du Tibet, il est un des fondateurs de l'Alliance Rangzen (néologisme tibétain traduit par autodétermination, indépendance ou liberté,). 
Jamyang Norbu a écrit plusieurs livres et pièces de théâtre en anglais et en tibétain. En 2000, il a reçu le prix Hutch Crossword Book Award, le plus grand prix littéraire de l'Inde, pour son livre Le Mandala de Sherlock Holmes,,. Le livre a été traduit en plus de 10 langues, publié aux États-Unis en 2001, initialement sous le titre Sherlock Holmes - The Missing Years.
En mai 2018, il est reçu en audience par le dalaï-lama
Il publie des analyses politiques sur un blogue du nom de Shadow Tibet.
Jamyang Norbu vit dans le Tennessee aux États-Unis avec sa femme et ses 2 filles.

## Ouvrages

### Buying the Dragon's Teeth
Dans son ouvrage Buying the Dragon's Teeth, Jamyang Norbu donne trois raisons qui justifient selon lui un boycott des produits exportés par la République populaire de Chine, ces produits pouvant être fabriqués dans des camps de travaux forcés, dans des manufactures tenues par des militaires chinois, ou par une main-d’œuvre privée de ses droits.

## Commentaires

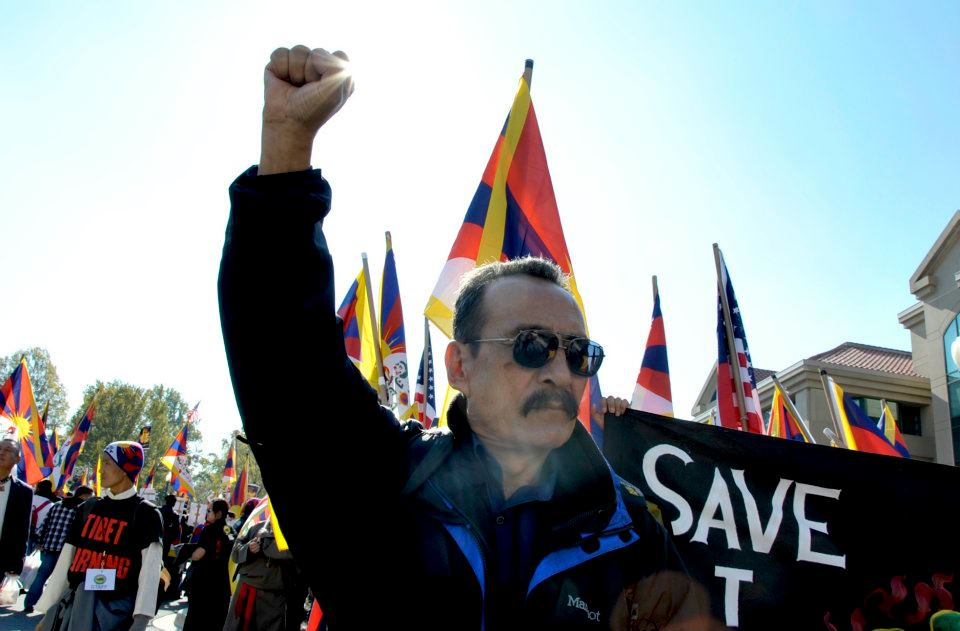
Jamyang Norbu en 2011, lors d'une manifestation à Washington

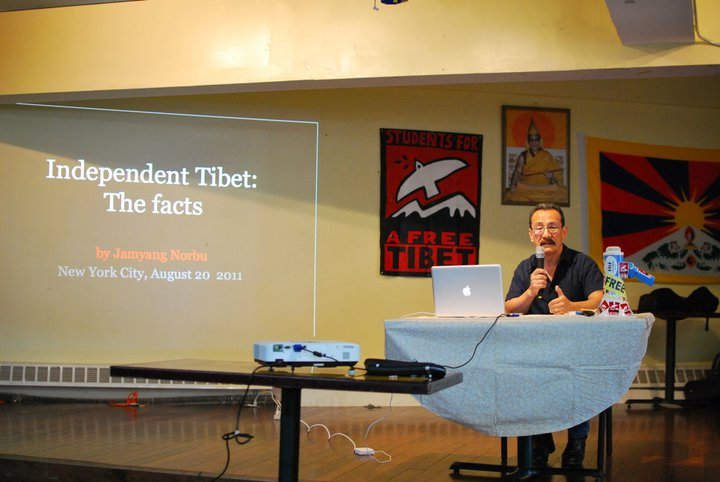
Jamyang Norbu en 2011, lors du Students for a Free Tibet's annual event, Longsho Nite

Critique à l'égard de la politique du 14e dalaï-lama, il est considéré par beaucoup comme étant la voix persistante de l'indépendance du Tibet, à ce qu'écrit Topden Tsering, président d'une antenne du Congrès de la jeunesse tibétaine, dans la baie de San Francisco.
Son opposition implacable à la loi chinoise au Tibet l'a mené à critiquer la stratégie du Gouvernement tibétain en exil, qu'il considère comme trop conciliant.

## Critiques
Qualifié par Jamyang Norbu de « laquais propagandiste » (running dog (en) propagandist, littéralement chien courant propagandiste) après ses commentaires sur les événements de mars 2008 au Tibet, Barry Sautman rétorque que si de nombreux mouvements ont quelqu'un ayant pour mission de lancer à grand bruit des piques venimeuses contre ceux qui sont accusés de protéger des « malfaisants », dans le mouvement « Tibet libre » ce rôle est dévolu à Jamyang Norbu, ce qui n'empêche pas ces personnes de s'arroger, non sans impudence, les qualificatifs de « civilisées, mesurées et légitimes » .